# Mandevilla subspicata
Mandevilla subspicata là một loài thực vật có hoa trong họ La bố ma. Loài này được (Vahl) Markgr. mô tả khoa học đầu tiên năm 1925.